# Microtus irani
Microtus irani är en däggdjursart som beskrevs av Thomas 1921. Microtus irani ingår i släktet åkersorkar och familjen hamsterartade gnagare. IUCN kategoriserar arten globalt som sårbar. Inga underarter finns listade i Catalogue of Life.

## Utseende
Vuxna exemplar är 10,5 till 13,0 cm långa (huvud och bål), har en 2,0 till 3,6 cm lång svans och väger 33 till 42 g. I några regioner är hanar tyngre än honor. Huvudet kännetecknas av ganska stora ögon och öron som är synlig utanför pälsen. Den täta och mjuka pälsen är beroende på population sandfärgad, ljus gråbrun eller ljusbrun med inslag av rosa på ovansidan. Ibland kan svarta hårspetsar förekomma. Undersidans päls är ljusgrå till vitaktig. Svansens uppdelning i en mörkare ovansida och en ljusare undersida är hos flera populationer otydlig. Honor har två par spenar på bröstet och två par vid ljumsken.

## Utbredning
Denna gnagare är bara känd från en mindre region i sydvästra Iran kring staden Shiraz. Holotypen hittades i en trädgård. En undersökning från 2002 hittade inga fler individer i området. Där fanns istället den nära besläktade arten Microtus socialis.

## Ekologi
Microtus irani är aktiv på dagen och på natten och den skapar enkla underjordiska tunnelsystem. I jordbruksområden äts olika odlade växter och därför betraktas gnagaren som skadedjur. Vid en undersökning varade dräktigheten i 21 till 22 dagar och per kull födes 3 eller 4 ungar. Ungarna blev efter cirka 65 dagar självständiga. I områden där många exemplar lever tät intill varandra blev ungarna efter ungefär 76 dagar könsmogna.